# Puya alpestris

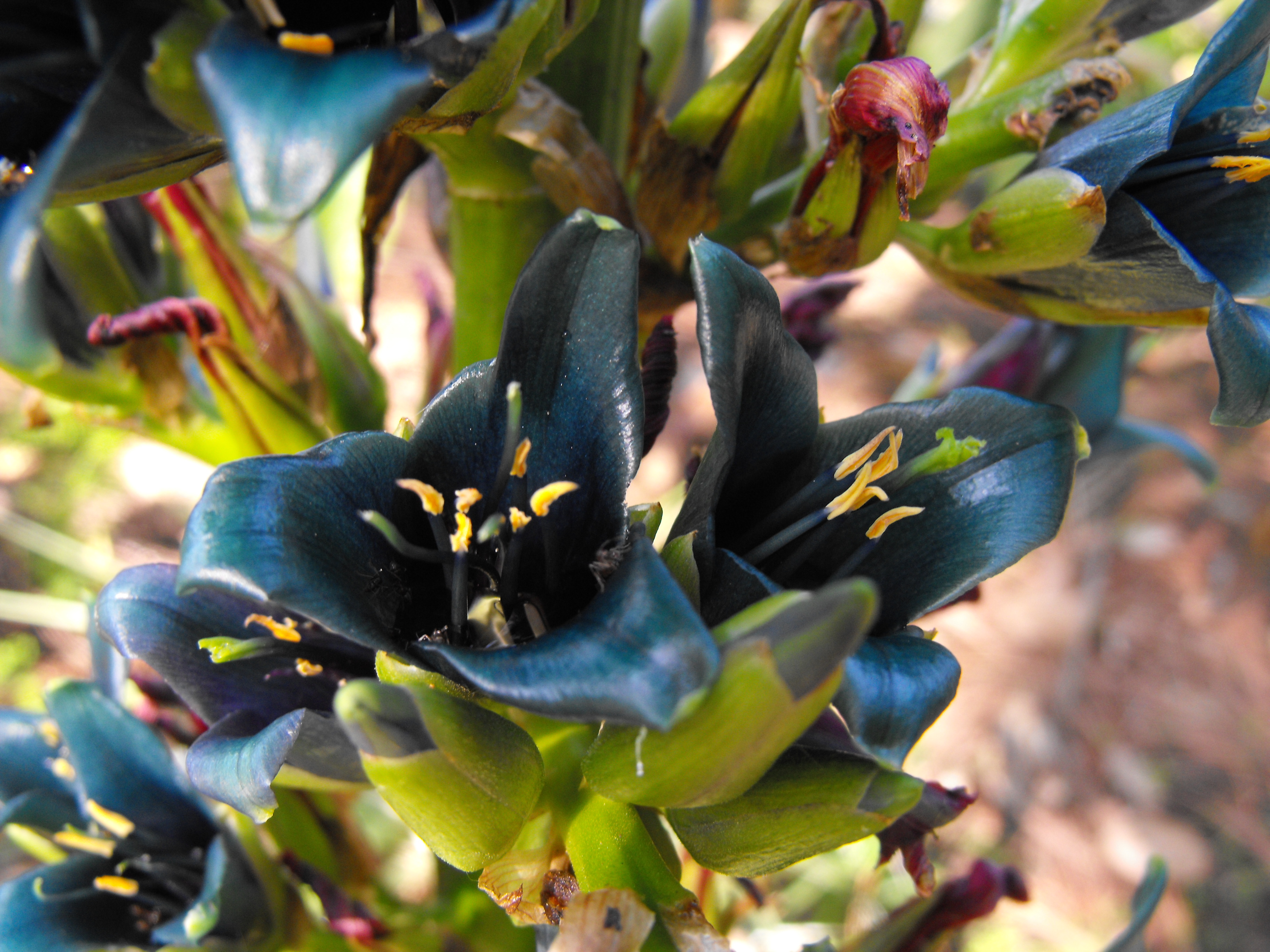
Detalle de las flores.

Puya alpestris es una especie bromelia nativa de los Andes patagónicos la cual crece como una planta ornamental.

## Descripción
Puya alpestris se presenta como una mata de hojas azuladas y puntiagudas; tiene tallos altos dispuestos en una inflorescencia que contiene muchas flores de color azul verdoso muy inusual. Las flores en su interior contienen un polen anaranjado que atrae a colibríes y otras aves.
Planta perenne con tallo postrado y roseta foliar compuesta, 1,5 m alt. Hojas reflexas; lámina subulada, cara adaxial glabra verde, cara abaxiallepidota blanca, 70-80 cm long. x 1-1,5 cm lat.,margen con aguijones antrorsos, 4-5 mm long. Pedúnculo de la inflorescencia erguido; brácteas del pedúnculo anchamente oblongas, con pelos estrellados, reflexas, caducas. Inflorescencia panícula sublaxa piramidal, con ramas laterales divergentes o extendidas, 10-25 cm long., la mitad inferior subdensamente florífera, el resto estéril con numerosas brácteas, más del doble de largo que las brácteas primarias; brácteas primarias semejantes alas brácteas del pedúnculo. Bráctea floral elíptica, aguda, membranácea, 2-3,2 cm long. x 0,7-1,6 cm lat., excediendo la longitud del sépalo en la antesis; pedicelo divergente, 0,5-1 cm long., con pelos estrellados. Sépalos elípticos, 2,4-3 cm long. x 0,6¬0,9 cm lat., cara abaxial con pelos estrellados en la base. Pétalos violáceos (según Rossow & GómezCadret 4528), oblongo-elípticos, 4-4,4 cm long x1,2-1,5 cm lat. Estambres inclusos; filamentos con base cilíndrica o aplanada, 2,3-2,7 cm long.; anteras anaranjadas, ovadas, agudas, 7-9 mm long. Ovario súpero, cónico-elipsoidal, 0,5-0,6 cm long. Cápsula subglobosa, 1,3 cm long. x 1,3 cm diam. Semillas irregularmente poliédricas, aladas en todo su contorno, 2,5-3,5 mm long.

## Distribución
Habita en Chile: Desde el norte de La Serena hasta Concepción y Bío-Bío (Rossow, 1993), y en Argentina (Neuquén, Río Negro y norte de Chubut) en laderas rocosas secas, aproximadamente a 2000 m s.m.

## Taxonomía
Puya alpestris fue descrita por (Poepp.) Gay y publicado en Flora Chilena 6: 12. 1853.
Etimología
Ver: Puya
alpestris: epíteto latino que significa "de montañas bajas, que crece en las montañas".
Sinonimia
- Pitcairnia alpestris (Poepp.) L.H.Bailey
- Pourretia alpestris Poepp.
- Puya whytei Hook.f.[6][7]

## Nombres comunes
Cardón, chagual, chaguol, montera, pico espina